# بروكليس
يوريسثينيس (باللغة اليونانية: Προκλῆς) هو ملك أسبرطة وسليل البطل هرقل في الميثولوجيا اليونانية، فهو ابن أرسطوديموس من أرجيا والأخ التوأم يوريسثينيس، وأب صوس من أناكساندرا و جد يوربون مؤسس حكم أسرة يوريبونتيد التي حكمت أسبرطة لقرابة السبعة قرون.
تولى بروكليس وأخوه التوأم يوريسثينيس معا حكم أسبرطة، خلفا لأبيهم أرسطوديموس الذي اغتيل قبل تعين خليفة له. باقتراح من بيثيا كاهنة معبد أبولو في دلفي، أيضا تعيين الزعيم منهما بناءا على من أرضعته أمهم الأول فكانت من نصيب يوريسثينيس.

## وصلات خارجية
- مولر، كارل أوتفريد تاريخ وآثار السلالة الدوريون. (باللغة الإنجليزية)